# Cathédrale Saint-Alexandre-Nevsky de Paris
Cette  cathédrale ne doit pas être confondue avec une autre cathédrale de Paris.
 D’autres cathédrales portent le nom de cathédrale Saint-Alexandre-Nevski.
 (juin 2017).
Si vous disposez d'ouvrages ou d'articles de référence ou si vous connaissez des sites web de qualité traitant du thème abordé ici, merci de compléter l'article en donnant les références utiles à sa vérifiabilité et en les liant à la section « Notes et références ».
La cathédrale Saint-Alexandre-Nevsky est une église orthodoxe russe située à Paris, 12, rue Daru, dans le 8e arrondissement.
Consacrée en 1861, elle est le premier lieu de culte permanent pour la communauté russe orthodoxe à Paris. Elle est le siège de l'Archevêché des églises orthodoxes russes en Europe occidentale dans la juridiction du Patriarcat de Moscou.
La cathédrale, crypte incluse, fait l’objet d’un classement au titre des monuments historiques depuis le 11 mai 1981.

## Histoire
La présence russe en France date du XVIIIe siècle. Au XIXe siècle, environ un millier de Russes résident de façon temporaire ou permanente à Paris. Ils ne disposent pas de lieu de culte autre que celui situé à l’ambassade russe de Paris, qui est trop étroit.
En 1847, l’aumônier de l’ambassade de Russie, le père Joseph Vassiliev, décide de mettre en projet la construction d’une église permanente. L’inertie du gouvernement russe et les lenteurs administratives françaises retardent l’aboutissement du projet, mais Napoléon III finit par donner son accord.
Le financement de cette construction est assuré essentiellement par souscription, en Russie et dans les milieux russes à travers le monde, appartenant à toutes les communautés religieuses (orthodoxes, catholiques et protestantes). Le tsar Alexandre II donne, sur sa cassette personnelle, environ 150 000 francs-or. En France, l’intérêt est fort pour ce projet. Les dons des orthodoxes affluent, mais également ceux de catholiques ou de protestants.
L’église est consacrée le 11 septembre 1861, veille de la Saint-Alexandre Nevsky, par l'archevêque Léonce de Réval, futur métropolite de Moscou. Foyer de la culture russe de Paris, elle est dédiée à saint Alexandre Nevski, prince de Novgorod, grand héros de la Russie. En octobre 1896, à l'occasion de leur visite en France, le tsar russe Nicolas II et son épouse Alexandra se rendent à l'église de la rue Daru. L’église devient cathédrale en 1922, lorsque l’archevêque Euloge en fait le siège de son diocèse de paroisses d’émigrés russes, notamment des Russes blancs qui y favorisent une politique monarchiste. On remarque des fresques et des icônes (saint Marc et saint Jean sur l'iconostase) d'Eugraphe Sorokine (1821-1892).
En 1931, elle est placée sous l'obédience du patriarcat œcuménique de Constantinople. La cathédrale et l'archevêché dont elle est le cœur sont de nouveau acceptés au sein du Patriarcat de Moscou par décision du Saint Synode de l'Église orthodoxe russe du 14 septembre 2019.
Les fresques de la crypte sont restaurées de 1955 à 1956 dans l'esprit russe du XVIe siècle (toutes les surfaces sont décorées), par les peintres d'icônes Albert Alexandrovitch Benois et sa femme Marguerite. Le bâtiment est classé aux monuments historiques depuis 1981. D’importantes restaurations ont débuté en 1996.

## Crypte
La crypte de la cathédrale constitue une paroisse à part entière : la paroisse de la Très Sainte Trinité. Celle-ci a la particularité d'être l'une des premières paroisses orthodoxes de langue française (contrairement à la cathédrale, dont les célébrations ont lieu en slavon). Consacré le 13 février 1863, elle ne devint le lieu de culte officiel de la communauté française qu'en 1964.
Elle possède son propre organe, le Bulletin de la Crypte, fondé en 1971.
Depuis 2014, son recteur est Élisée Germain (par ailleurs évêque auxiliaire).

## Architecture

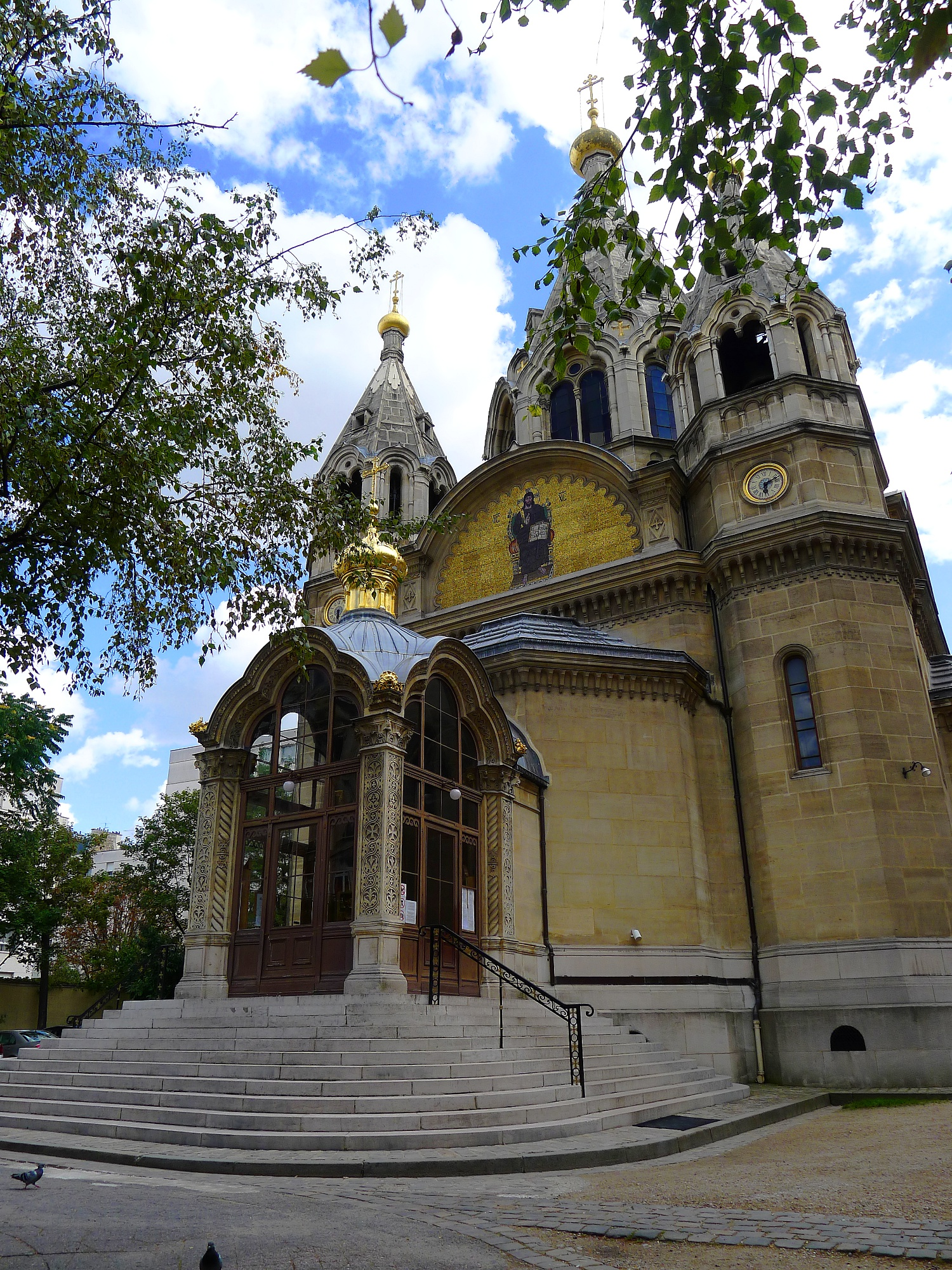
Vue rapprochée de la cathédrale.

L’église a un style byzantino-moscovite (byzantine à l'intérieur, moscovite à l'extérieur). Les architectes de l’église, membres de l'Académie des beaux-arts de Saint-Pétersbourg, sont Roman Kouzmine et Ivan Strohm (ru). Elle a un plan en forme de croix grecque. Chaque branche de la croix est terminée par une abside. Ces absides renfermant des toiles d'Alexeï Bogolioubov sont surmontées de tourelles se terminant par des « chatior » (flèches) ornées de bulbes dorés, eux-mêmes coiffés de la croix russe à huit branches. Les cinq bulbes symbolisent le Christ accompagné des quatre Évangélistes. La flèche centrale a une hauteur de 48 m.

### Baptêmes
- Le 4 septembre 2020, Gérard Depardieu reçoit le baptême orthodoxe dans la cathédrale[11].

### Mariages
- Le 12 juillet 1918, Pablo Picasso épouse la danseuse russe Olga Khokhlova en la cathédrale Saint-Alexandre-Nevsky. Les témoins sont Jean Cocteau, Max Jacob et Guillaume Apollinaire[réf. souhaitée].
- Le premier mariage d'Henri Troyat y a lieu en 1938.
- Le mariage de Macha Méril et Michel Legrand le 18 septembre 2014[12].

### Obsèques
Artistes et personnalités, la plupart russes ou d'origine russe, dont les obsèques ont été célébrées en ce lieu : 
- Ivan Tourgueniev en 1883 ;
- Caran d'Ache en 1909 ;
- Fédor Chaliapine en 1938 ;
- Ivan Mosjoukine en 1939 ;
- Constantin Somov en 1939 ;
- Boris Vladimirovitch de Russie en 1943 ;
- Vassily Kandinsky en 1944 ;
- monseigneur Euloge (Guéorguivesky) en 1946 ;
- Georges Gurdjieff en 1949 ;
- Vaslav Nijinski en 1950 ;
- Teffi en 1952 ;
- Ivan Bounine en 1953 ;
- Zinovi Pechkoff en 1966[13] ;
- Philippe Marlaud en 1981 ;
- Andreï Tarkovski en 1986 ;
- Viktor Nekrassov en 1987 ;
- André Grabar en 1990 ;
- Youly Algaroff en 1995[14] ;
- Henri Troyat en 2007[15] ;
- Patrick Topaloff en 2010[16] ;
- Évelyne Pagès en 2011[17] ;
- Nikita Struve en 2016[18] ;
- Michel Legrand en 2019[19] ;
- Victor Loupan (ru)[20] en 2022 ;
- Véronique Zuber en 2024[21].